# Phyllodocidae
Phyllodocidae — семейство многощетинковых червей (Polychaeta). Черви этого семейства живут на морском дне и могут зарываться в осадок.
Представители семейства Phyllodocidae характеризуются выворачивающейся глоткой и листовидными дорсальными усиками. На голове есть пара антенн спереди, пара вентральных щупиков и одна срединная антенна, известная как «затылочный сосочек». Есть пара затылочных органов, а также может быть или не быть пара глаз. Первые два или три сегмента тела могут быть частично слитыми и нести до четырех пар щупальцевых усиков. Остальные сегменты тела несут листовидные дорсальные и вентральные усики, причем дорсальные крупнее. Параподии одноветвистые или двуветвистые, а хеты присутствуют на всех сегментах, кроме первого.

## Таксономия
На август 2024 года семейство включает следующие подсемейства и роды:
- Eteoninae Bergström, 1914
  - Alciopa Audouin & Milne Edwards, 1833
  - Alciopina Claparède & Panceri, 1867
  - Ctenophoricola San Martín, Álvarez-Campos et al., 2020
  - Krohnia Quatrefages, 1866
  - Naiades Delle Chiaje, 1830
  - Plotohelmis Chamberlin, 1919
  - Pseudalciopa Støp-Bowitz, 1991
  - Rhynchonereella Costa, 1864
  - Torrea Quatrefages, 1850
  - Vanadis Claparède, 1870
  - Watelio Støp-Bowitz, 1948
  - Eteone Savigny, 1822
  - Eulalia Savigny, 1822
  - Eumida Malmgren, 1865
  - Galapagomystides Blake, 1985
  - Hesionura Hartmann-Schröder, 1958
  - Hypereteone Bergström, 1914
  - Mysta Malmgren, 1865
  - Mystides Théel, 1879
  - Protomystides Czerniavsky, 1882
  - Pseudomystides Bergström, 1914
  - Pterocirrus Claparède, 1868
  - Sige Malmgren, 1865
- Notophyllinae Pleijel, 1991
  - Austrophyllum Bergström, 1914
  - Clavadoce Hartman, 1936
  - Nereiphylla Blainville, 1828
  - Notophyllum Örsted, 1843
- Phyllodocinae Örsted, 1843
  - Chaetoparia Malmgren, 1867
  - Levisettius Thompson, 1979 †
  - Paranaitis Southern, 1914
  - Phyllodoce Lamarck, 1818